# Варданян, Саркис Амбарцумович
Саркис Амбарцумович Варданян (арм. Սարգիս Համբարձումի Վարդանյան; 20 сентября 1917 — 2 апреля 1997) — советский и армянский химик, доктор химических наук, профессор, действительный член АН Армянской ССР (1986; член-корреспондент с 1971). Заслуженный деятель науки Армянской ССР (1974).

## Биография
Родился 20 сентября 1917 в Эривани, Российская республика.
С 1936 по 1941 год обучался на химическом факультете Ереванского государственного университета. 
С 1941 по 1945 год участник Великой Отечественной войны в качестве офицера действующей армии, был дважды ранен. Был участником Берлинской наступательной операции, войну закончил в воинском звании майор. 
С 1946 года на научно-исследовательской работе в Институте тонкой органической химии АН Армянской ССР в должностях: научный сотрудник, с 1955 по 1967 год — заведующий лабораториями химии ацетилена, с 1968 по 1970 год — заведующий лаборатории синтеза физиологически активных веществ, где занимался исследованиями в области применения винилацетилена, сырья для получения хлоропрена по старой технологии, с 1970 по 1987 год — директор этого научного института. 
С 1987 по 1994 год — академик-секретарь Отделения химических и геологических наук Академии наук АрмССР — НАН Армении. С 1994 по 1997 год — советник президента Национальной академии наук Грузии.

### Научно-педагогическая деятельность и вклад в науку
Основная научно-педагогическая деятельность С. А. Варданяна была связана с вопросами в области гетероциклических соединений и химии ацетилена. Под его руководством была открыта аллен-кумулеповой-ацетиленовой перегруппировка в реакции замещения хлора в винилацетиленовых аминопроизводных и  установлена взаимная превращаемость шестичленных гетероциклических кетонов, содержащих азот, серу и кислород. С. А. Вартанян являлся — членом редсовета «Армянской советской энциклопедии», главным редактором «Армянского химического журнала» и членом редакционных коллегий научных журналов «Химико-фармацевтический журнал» и «Химия природных соединений».
В 1946 году защитил кандидатскую диссертацию, в 1956 году защитил докторскую диссертацию на соискание учёной степени доктор химических наук по теме: «Синтез и превращение алкоксикетонов и винилацетиленовых спиртов с алкоксильными группами». В 1964 году ему присвоено учёное звание профессор. В 1971 году был избран член-корреспондентом, а в 1977 году — действительным членом АН Армянской ССР. С. А. Варданяна было написано более четырёхсот научных работ, в том числе монографий и более ста авторских свидетельств на изобретения, под его руководством было подготовлено около шестидесяти кандидатов и докторов наук.

## Основные труды
- Химия винилацетилена и его производных / АН Арм. ССР. Ин-т орган. химии. - Ереван : Изд-во АН Арм. ССР, 1966. - 347 с[3]

## Награды и звания
- Орден Отечественной войны I и II степени
- Орден Трудового Красного Знамени
- Орден Красной Звезды
- Заслуженный деятель науки Армянской ССР (1974)[1][2]